# Llancer
Un llancer era un menestral que té com a ofici fer llances i vendre-les. Ja n'hi havia al segle xii a Barcelona; el 1390, és documentada una confraria de Sant Pau, formada per artesans espasers i llancers; a mitjan segle xv, hi havia sis llancers i vint-i-cinc espasers.